# Strumigenys minima
Strumigenys minima is een mierensoort uit de onderfamilie van de Myrmicinae. De wetenschappelijke naam van de soort is voor het eerst geldig gepubliceerd in 1972 door Bolton.